# 파워빌더
파워빌더(PowerBuilder)는 SAP 소유의 통합 개발 환경이다. 원래 사이베이스 제품이었으나 2010년 SAP가 사이베이스를 인수하면서 SAP 소유가 되었다. 1991년 이후로 사용되었고, 1998년에는 100,000명의 사용자가 사용할만큼 최고조에 이르렀다. 2015년 5월 SAP는 Appeon이 파워빌더의 차기 개발 및 마케팅을 맡고 지적 자산은 SAP에 속하게 될 것이라 발표하였다.

## 이용
파워빌더는 주로 비즈니스용 응용 프로그램들을 빌드하는데 사용된다. 파워빌더는 금융 및 통신 분야의 일부 기업들이 사용하였으나 자바와 마이크로소프트 비주얼 스튜디오가 더 저명하다.
Appeon, Visual Expert, Enable Multilingual과 같이 파워빌더 기능을 강화하는 수많은 타사 도구들이 있다.

## 역사
파워빌더는 본래 1991년 파워소프트에 의해 개발되었다. 파워소프트는 1993년 공개되었고 1995년, 사이베이스가 904,000,000 달러의 사이베이스의 주식으로 인수하였다. 2010년 5월 SAP는 사이베이스를 5,800,000,000 달러에 인수할 것이라 발표하였다.